# (2816) Pien
(2816) Pien (1982 SO) – planetoida z pasa głównego asteroid okrążająca Słońce w ciągu 4,5 lat w średniej odległości 2,73 j.a. Odkryta 22 września 1982 roku.